# Lycodes brunneofasciatus
Lycodes brunneofasciatus es una especie de pez de la familia de los Zoarcidae en el orden de los perciformes.

## Morfología
- Los machos pueden llegar a alcanzar los 79 cm de longitud total y 3.300 g de peso.
- Número de vértebras: 101-109.
- La línea lateral es ventral.[1][2][3]

## Depredadores
En las Islas Kuriles es depredado por Atheresthes evermanni.

## Hábitat
Es un pez de mar, de clima templado y demersal que vive entre 20-830 m de profundidad.

## Distribución geográfica
Se encuentra desde el Mar de Ojotsk hasta Kamchatka.

## Observaciones
Es inofensivo para los humanos. 